# Porto Rincão
Porto Rincão est un village du Cap-Vert sur l’île de Santiago. 

## Description
Porto Rincão est situé sur la côte ouest, à 6 km au sud-ouest d'Assomada. Le point le plus occidental de l'île, Ponta da Janela, se trouve à 2 km au nord-ouest.

## Population
Au recensement de 2010, la localité comptait 1 048 habitants.